# Штукар
Штукар (укр. Штукар) — село в Веселиновском районе Николаевской области Украины.
Основано в 1921 году. Население по переписи 2001 года составляло 428 человек. Почтовый индекс — 57051. Телефонный код — 5163. Занимает площадь 0,966 км².

## Местный совет
57050, Николаевская обл., Веселиновский р-н, с. Ставки, ул. Степова, 12